# Winkelsett
Die Gemeinde Winkelsett gehört zur Samtgemeinde Harpstedt im Landkreis Oldenburg in Niedersachsen (Deutschland) und liegt rund sieben Kilometer (Luftlinie) südöstlich von Wildeshausen entfernt.

## Gemeindegliederung
Winkelsett besteht aus den Ortsteilen:
- Barjenbruch
- Hackfeld
- Harjehausen
- Heitzhausen
- Hölingen
- Kellinghausen
- Kieselhorst
- Mahlstedt
- Reckum
- Rüdebusch
- Spradau
- Winkelsett
- Wohlde

## Geschichte
Prähistorisch sind die Reckumer Steine als Grabanlagen der Trichterbecherkultur (3400 – 2800 v. Chr.). Winkelsett wurde erstmals in den Hoyer Lehnsregistern von vor 1346 als „Wynkelsede“ erwähnt und um 1365 als „Winckelsettern“.
Der Lütnantsbach ist heute ein kleines Rinnsal, an dem früher zwei Wassermühlen standen.
Am 1. März 1974 wurde die Nachbargemeinde Reckum eingegliedert.

## Politik

### Gemeinderat
Der Rat der Gemeinde Winkelsett besteht aus neun Ratsfrauen und Ratsherren. Dies ist die festgelegte Anzahl für die Mitgliedsgemeinde einer Samtgemeinde mit einer Einwohnerzahl zwischen 501 und 1000 Einwohnern. Die neun Ratsmitglieder werden durch eine Kommunalwahl für jeweils fünf Jahre gewählt. Die aktuelle Amtszeit begann am 1. November 2021 und endet am 31. Oktober 2026.
Die letzte Kommunalwahl am 12. September 2021 ergab das folgende Ergebnis:
| Partei                                           | Anteilige Stimmen | Anzahl Sitze |
| ------------------------------------------------ | ----------------- | ------------ |
| Unabhängige Wählergemeinschaft Winkelsett (UWGW) | 68,25 %           | 6            |
| Bündnis 90/Die Grünen                            | 26,78 %           | 2            |
| Freie Demokratische Partei                       | 4,98 %            | 1            |

| Jahr | Wahlbeteiligung |
| ---- | --------------- |
| 2021 | 64,25 %         |
| 2016 | 55,50 %         |
| 2011 | 67,96 %         |

### Bürgermeister
Der Gemeinderat wählte das Gemeinderatsmitglied Bert Mahlstedt (UWGW) zum ehrenamtlichen Bürgermeister für die aktuelle Wahlperiode.

## Kultur und Sehenswürdigkeiten
- Reckumer Steine, zwei neolithische Großsteingräber im Ortsteil Reckum
- Hofanlage Reckum 9 mit u. a. Wohnhaus von 1922, Backhaus von 1880, Scheune von 1910
- Wohn- und Wirtschaftsgebäude Logestraße 5 von 1778 als Zweiständerhallenhaus in Fachwerk
- Wohn- und Wirtschaftsgebäude Barjenbruch 1 von 1826 als markantes Vierständerhallenhaus in Fachwerk

## Verkehr
Nächster Autobahnanschluss ist die Anschlussstelle Wildeshausen-Nord der Autobahn 1 etwa sieben Kilometer (Luftlinie) nördlich von Winkelsett. Von Colnrade im Südwesten kommend, verläuft durch die Ortsteile Reckum, Höllingen, Winkelsett nach Harpstedt im Nordosten die Kreisstraße 5.

## Vereine
- Dorfgemeinschaftshaus in der ehemaligen Colnrader Schule
- Fischereiverein von 1956
- Freiwillige Feuerwehr von 1889
- Heimatbund zwischen Dehmse und Hunte
- Jugendtreff
- Landfrauenverein
- Schützenvereine: Beckstedt von 1889, Reckum-Winkelsett
- Sportverein SC Colnrade von 1979

## Persönlichkeiten
- Hille Perl (* 1965), Hochschullehrerin und Gambistin, lebt in Winkelsett